# الصناعة العسكرية المصرية

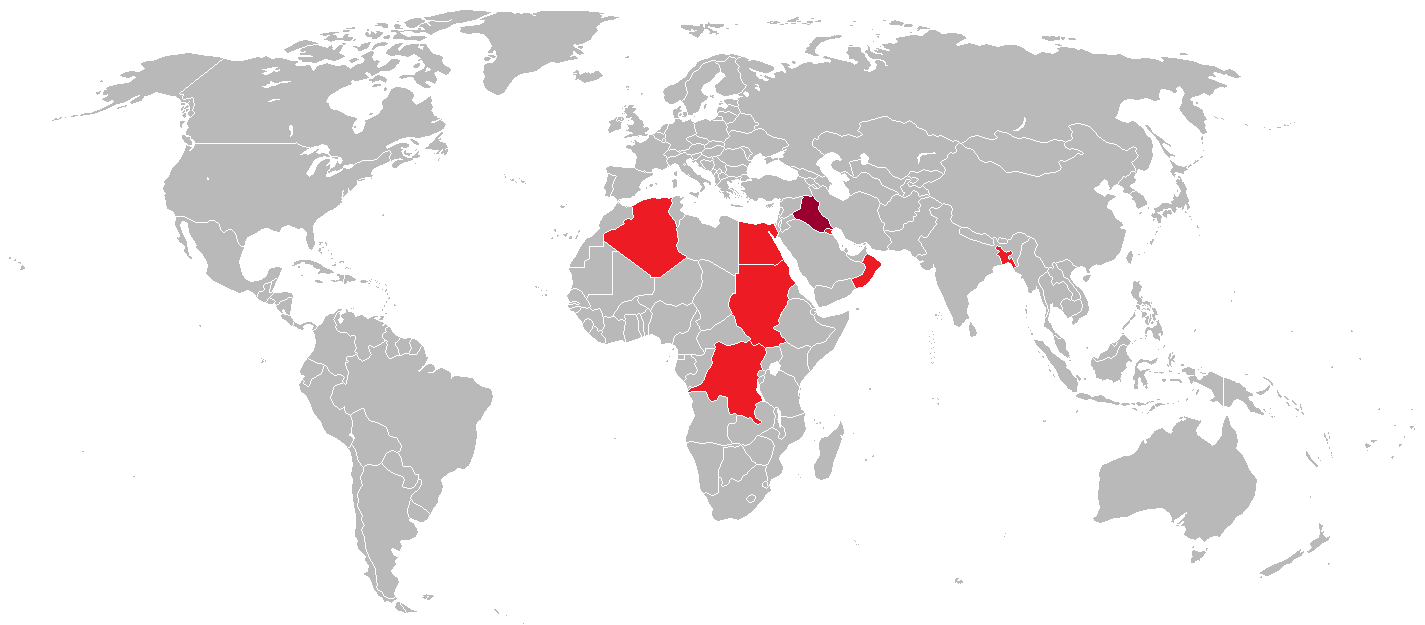
خريطة تبين مستخدمي مدرعة فهد-240.

الصناعة العسكرية في مصر هي الأكثر أهمية والشركات المملوكة للدولة، هم المنتجين المحليين الرئيسين لأنظمة الدفاع في مصر. وكانت وزارة الدفاع هي المسؤولة عن اختيار وتطوير وشراء أنظمة عسكرية. بالنيابة عن الفروع العسكرية، سلطة تعيين الإنتاج للمصانع الوطنية أو التعاقد مع الموردين الخارجيين. المنظمة الوطنية للإنتاج الحربي في وزارة الإنتاج الحربي تشرف على عدد من المصانع والتي كانت عادة ما سميت مواقعها، وتمويلها المساعدات العسكرية الأمريكية معظم مشتريات الدفاع الكبيرة بحوالي 1.3 مليار دولار سنويا. مشاريع كبيرة تشمل حاليا دبابة أبرامز M1A1، M88A2 برنامج الإنتاج المشترك، IFF، وHAWK إعادة بناء البرنامج، وموجه سلام V. يمكن توقع أن تستمر هذه المشاريع، على الرغم من التحسينات إلى وصيانة قدرات القوة الموجودة هي أهداف ربما أكثر عرضة للإنفاق في المستقبل من النظم الجديدة كليا.

## نبذة عن الصناعة العسكرية المصرية

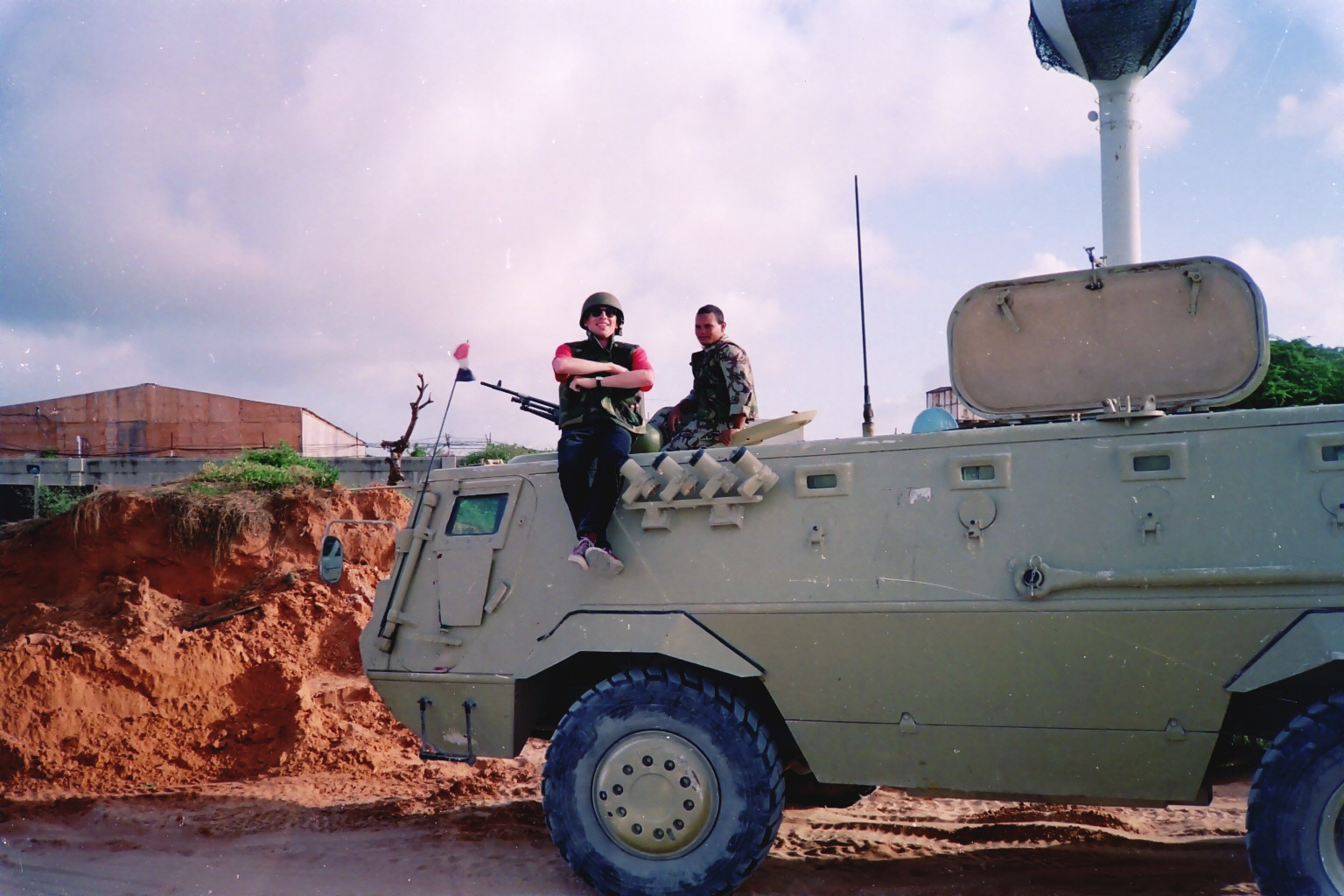
فهد هي ناقلة جنود مدرعة مصرية

لمصر استثمارات في الأسلحة والمعدات لعسكرية، بالإضافة إلى منشآت لتطوير صناعتها العسكرية.كما تعتبر الصناعة العسكرية في مصر من الأهم في الشرق الأوسط، ويغطي الإنتاج جميع الاتجاهات، منها أسلحة المشاة الخفيفة، والذخائر، دبابات والصواريخ الجوية. وبالنسبة لصناعة الأسلحة المرخصة فان مصر تتعاون مع عدد من دول العالم في مجال التصنيع العسكري وفي مقدمتها الولايات المتحدة الأميركية وروسيا وإنجلترا والصين وجنوب أفريقيا وفرنسا وبريطانيا وفنلندا وغيرها، لإنتاج مدافع الدبابات ومدافع الهاوتزر، بالإضافة إلى تطوير وإنتاج قذائف الهاون المضادة للطائرات ومعدات الاتصالات وأنظمة مكافحة الحريق وإنتاج المعدات العسكرية والبصريات،  حيث استطاعت تكوين خبرة كبيرة .ولدى مصر 16 مصنع لصناعات العسكرية والمدنية المملوكة لدولة، ولها حق الاحتكار في إنتاج الذخائر وتجميعها في مصر.وحالياً. ومن جهة أخرى، فان الحكومة المصرية مستمرة في التعاون مع إسبانيا وألمانيا منذو 50 عاما من القرن الماضي، وقد تم تطوير أول طائرة مقاتلة نفاثة في إسبانيا.ويعتقد المصريون أن سبب تأخر وتيرة إنتاج المعدات العسكرية في مصر يرجع إلى توفر عدد كبير من الأسلحة الروسية. وحاليا، فان مصر تعتمد على الولايات المتحدة الأميركية وروسيا لشراء الاسلحة والمعدات اللازمة.
هدف الصناعة المحلية هو تأمين الحاجات الفعلية المصرية وقت السلم أو الحرب لجيش وقت التعبية يصل حجمة إلى 1.2 مليون مقاتل السوق الدولى
للسلاح ليس من اهداف مصر التوسع بشراهة في صادرات السلاح بفرض استخدام صادرات السلاح في دعم الحلفاء أو خدمة السياسة المصرية والامن القومى في الاساس
مستوى الصناعة المصرية الحربية هناك فرق بين ما يعلن عنه أو ينوه عنه وما يتم انتاجه في الوقت الحالى من أنظمة تسلح.
تصنيف صناعة السلاح المصرية من حيث الامكانيات والقدرات والأداء ربما لايتخيل البعض في الثمانينات كانت مصر منتج للسلاح الصغير والمتوسط سواء الإنتاج بترخيص أو استنساخ، مرحلة التسعينات دخلت مصر صناعة السلاح الثقيل ومرحلة ما بعد عام 2000 انتقلت إلى مرحلة بدء تصميم أنظمة السلاح والآن تصمم مصر الأسلحة الصغيرة والمتوسطة وتنتج الأسلحة الثقيلة وتطورها بالإنتاج الذاتى
وصل حجم إنتاج مصر العسكري إلى 3.8 مليارات جنيه (717 مليون دولار) في عام 2008 المالية المنصرمة بزيادة نحو 20% عن العام 2007، وفق وزير الإنتاج الحربي المصري سيد مشعل، وقال الوزير المصري إن المصانع العسكرية أنتجت سلعا مدنية بقيمة 1.4 مليار جنيه (حوالي 246 مليون دولار) في العام المالي الممتد من بداية يوليو/تموز 2007 إلى نفس الشهر من العام 2008. وأضاف مشعل أن مبيعات منتجات المصانع الحربية، التي تنتج سلعا مدنية وعسكرية، بلغت العام الحالي 1.489 مليار جنيه (280 مليون دولار) بزيادة 12% عن العام الماضي، وأوضح أن تعداد العمالة بالمصانع الحربية ارتفع ليصل إلى 40 ألف عامل تبلغ قيمة رواتبهم 749 مليون جنيه (141 مليون دولار). وأكد الوزير المصري حرص الدولة على عدم خصخصة قطاع الإنتاج الحربي باعتباره صمام أمان للمواطنين والمجتمع.
المصانع الحربية المصرية تصدر حاليا كميات كبيرة من منتجات مصانع تدوير المخلفات إلى جانب تصدير نظم ومعدات الري للسودان وإثيوبيا، يذكر أن وزارة الإنتاج الحربي المصرية تسهم أيضا في الصناعات والإنشاءات ذات الطابع المدني وبخاصة بناء المخابز الآلية وإنشاء شبكات الصرف الصحي والطرق.
العقيدة العسكرية المصرية شرقية في الاساس وهي تعتمد على مبداء السرية بشكل كبير سواء عن التسليح المصري أو الإنتاج المصري ولكن كل فترة يصدر اشارت عن برامج تطوير اسلحة أو اسلحة جديدة بدون اى تفاصيل مصر تمتلك قاعدة صناعية عريضة في المجال المدني في المستوى المتوسط عالميا وهي تدعم الصناعة الحربية في مصر فعندما يفوز مصنع مصري بجائزة تصميم أفضل Motherboard في العالم عام 2009 يوضح ان هناك صناعة تصميمات لانظمة الكمبيوتر في مصر بالإضافة شركات متعددة ومكاتب تصميمات في مجالات أنظمة الاتصالات فالعالم الآن يتجة إلى ثورة في مجالات التصنيع والتطوير.

### وزارة الإنتاج الحربي المصرية
وزارة الإنتاج الحربي المصرية هي الوزارة المسؤولة عن إدارة وتطوير وتشغيل المصانع الحربية في جمهورية مصر العربية ويتولى رئاستها الآن اللواء مهندس إبراهيم يونس، الذي تولى الوزارة ضمن وزارة إبراهيم محلب في فبراير 2014.

## شركات الإنتاج الحربي
| - أبوزعبل للصناعات الهندسية - إنتاج وإصلاح المدرعات - المعصرة للصناعات الهندسية - المعادي للصناعات الهندسية - حلوان للصناعات الهندسية - حلوان للأجهزة المعدنية | - حلوان للآلات والمعدات - حلوان لمحركات الديزل - شركة شبرا للصناعات الهندسية - أبوزعبل للكيماويات المتخصصة - قها للصناعات الكيميائية - هليوبوليس للصناعات الكيميائية | - بنها للصناعات الإلكترونية - حلوان للمسبوكات - حلوان للصناعات الغير حديدية - المعهد الفني للصناعات المتطورة - المدرسة الفنية للتعليم المزدوج - مركز نظم المعلومات والحواسب | - مركز التميز العلمي والتكنولوجي - المركز الطبي بحلوان |

## الهيئة العربية للتصنيع
الهيئة العربية للتصنيع هي إحدى ركائز الصناعة العسكرية في مصر، حيث تشرف على تسعة مصانع عسكرية تنتج سلع مدنية وكذلك منتجات عسكرية. قامت المملكة العربية السعودية ودولة الإمارات بإعطاء مصر أسهمها في الهيئة في 1993 التي بلغت قيمتها 1.8 مليار دولار، وأصبحت الهيئة مملوكة بالكامل للحكومة المصرية. يعمل في الهيئة حوالي 19000 موظفًا منهم 1250 مهندسًا. تمتلك الهيئة بالكامل 12 مصانع وأسهم في اثنين من المشاريع المشتركة، إلى جانب المعهد العربي للتكنولوجيا المتقدمة

### المصانع والشركات الهيئة العربية
| - مصنع الطائرات - مصنع المحركات - مصنع الألكترونيات - مصنع صقر للصناعات المتطورة - مصنع قادر للصناعات المتطورة | - مصنع حلوان للصناعات المتطورة - مصنع سيماف - مصنع أخشاب أبوزعبل - أتيكو - مصنع السماد العضوي - الشركة العربية البريطانية للمروحيات | - الشركة العربية البريطانية للمحركات - الشركة العربية البريطانية للصناعات الديناميكية - الشركة العربية الأمريكية للسيارات - مركز بحوث الطيران - المعهد العربي للتكنولوجيا المتقدمة |